# Frajhajmska godba
Frajhajmska godba, slovenska pihalna godba, * 1827, Frajhajm, Šmartno na Pohorju.
Je ena izmed najstarejših pihalnih godb na Slovenskem.

## Zgodovina
Začetki Frajhajmske godbe segajo v leto 1827.
Povezani so z ustanovitvijo "Stare Glažute" na  Pohorju.
Ustanovitelj in lastnik glažute je bil Hieromin Gurtler, kateri si je za delo najel okoliške kmete.
Leta 1780 je najel steklarje iz današnje Avstrije, Češke in Slovaške, med katerimi je bil glasbeno nadarjen Simon Jurič po rodu Čeh.
Kateri je bil ustanovitelj in prvi vodja godbe.
Simonu so se rodili trije sinovi med katerimi je bil glasbeno najbolj nadarjen Franc rojen 21.03.1833, kateri je prevzel vodenje godbe od očeta.
Francu so se rodili štirje otroci: Jurij, Franc, Jožef in Ivana.
Vsi trije sinovi so se naučili igrati in so pri godbi tudi igrali.
Poznana so imena nekaterih godbenikov tistega časa (Anton Turner, Franc in Martin Fric ter Matija Korošec).
Od očeta Franca je prevzel vodenje godbe sin Jožef rojen 13.03.1878 in jo vodil in vzpodbujal vse do svoje smrti 15.06.1969.
Po njegovi strani se tradicija godbe ni nadaljevala, ker sta mu oba sinova umrla že v otroških letih, pač pa se je tradicija nadaljevala po sestrini strani Ivani Jurič poročeni z godbenikom Antonom Turnerjem.
Rodili so se jima štirje sinovi: Martin, Jožef, Maks in Miha vsi glasbeno nadarjeni.
Godbo je pred propadom rešil Martinov sin Anton Turner, ki je prevzel vodenje godbe od Jožefa Juriča.
Veliko zaslug, da je godba v tistem času obstala gre tudi Alojzu Turnerju – "Bezenikovemu Lujzu".
Od Antona Turnerja je vodenje godbe prevzel Maks Jurič in jo vodil do konca leta 2008.

## Predstavitev Frajhajmske godbe
Frajhajmska godba se imenuje po razloženem naselju Frajhajm, s strnjenim jedrom na jugovzhodnem delu Pohorja, v občini Slovenska Bistrica.
Njeni začetki segajo v leto 1827 in so povezani z ustanovitvijo Stare Glažute na Pohorju.
Ustanovitelj in lastnik glažute je bil Hieromin Gurtler, ki si je za delo najel okoliške ljudi.
Leta 1780 je najel steklarje iz današnje Avstrije, Češke in Slovaške, med katerimi je bil glasbeno nadarjen Simon Jurič po rodu Čeh, ki je bil hkrati tudi ustanovitelj in prvi vodja godbe.
Člani Frajhajmske godbe so ponosni na svojo tradicijo, saj spadajo med najstarejše godbe na Slovenskem.
V letu 2017 so se podali na samostojno pot, delujejo pod okriljem na novo ustanovljenega Kulturno umetniškega društva Frajhajmska godba.
To leto je godba praznovala 190-letnico delovanja.
V mesecu aprilu 2017 so obiskali Bruselj, kjer so zaigrali v evropskem parlamentu, prav tako pa tudi v Luxemburgu in Strasbourgu, na kar so še posebej ponosni.
Nastopajo na različnih prireditvah, udeležujejo se mednarodnih in drugih srečanj godb, prirejajo samostojne koncerte, zaigrajo tudi na praznovanjih, porokah in obletnicah.
Njihov glasbeni repertoar obsega zraven koračnic, valčkov in polk tudi cerkvene pesmi. Prav tako posegajo po moderni glasbi. 
Od leta 2008 godbo uspešno vodi kapelnik Matjaž Fifer.
Godba šteje enaindvajset članov.
Nad tovrstnim glasbenim izročilom se navdušujejo tudi mladi, ki jih druži veselje do glasbe, povezuje pa skupna misel, da ohranjajo in nadaljujejo tradicijo svojih prednikov.

## Kapelniki godbe
- Simon Jurič
- Franc Jurič
- Jožef Jurič
- Anton Turner
- Maks Jurič (–2008)
- Matjaž Fifer (2008–danes)

## Člani Frajhajmske godbe

### Člani godbe ob 150-letnici
- Anton Turner
- Ivan Lunežnik
- Alojz Turner
- Maks Jurič
- Jožef Fifer
- Jožef Fric
- Martin Fric
- Jožef Lunežnik
- Oto Turner
- Jožef Turner
- Stanko Turner
- Jože Špuraj
- Hinko Sernc
- Miha Turner
- Franc Fric

### Člani godbe leta 2009
- Maks Jurič
- Branko Lunežnik
- Stanko Fifer
- Matjaž Fifer
- Martin Fifer
- Hinko Sernc
- Alojz Turner
- Primož Lunežnik
- Anka Pregl
- Franc Jurič
- Jožef Lunežnik
- Zvonko Fifer
- Jernej Motaln
- Ana Fifer
- Uroš Lunežnik
- Martin Lunežnik

### Člani godbe leta 2017
- Jan Fifer – flavta
- Tamara Koren – flavta
- Ines Fifer – altovski saksofon
- Ian Pirc – altovski saksofon
- Ana Fifer – tenorski saksofon
- Jaka Smogavec – klarinet
- Domen Vrbek – klarinet
- Marko Brezovšek – klarinet
- Primož Lunežnik – krilovka
- Aleksander Vrbek – krilovka
- Jože Repnik – krilovka
- Anej Fifer – krilovka
- Martin Fifer – trobenta
- Martin Lunežnik – trobenta
- Matjaž Fifer – tenor
- Zvonko Fifer – tenor
- Uroš Lunežnik – bariton
- Miha Pirc – bariton
- Branko Lunežnik – tuba
- Boris Lunežnik – tuba
- Stanko Fifer – veliki boben
- Anka Pregl – mali boben (tolkala)
- Lucija Čuček - činele, bariton
- David Čuček - klarinet
- Aljaž Čuček - klarinet

## Priznanja
- Priznanje Štefana Romiha 1991
- Listina občine Slovenska Bistrica 2003
- Zlata plaketa pihalnih orkestrov 1983
- Priznanje SZDL Alfonza Šarha
- Priznanje OF Slovenskega naroda
- Priznanje ob 180-letnici delovanja

## Glasbeni mediji
- Frajhajmska godba – Ob 170-letnici delovanja (kaseta, 1997)
- Frajhajmska godba, idr. – Regiment po cesti gre (COBISS) (CD, ZRC SAZU, 2007)